# Baie de Chiconi
La baie de Chiconi est l'une des baies de l'océan Indien formée par la côte ouest de l'île principale de Mayotte, soit Grande-Terre.
Depuis le Lycée de Sada, on a une vue imprenable sur la baie de Chiconi.  

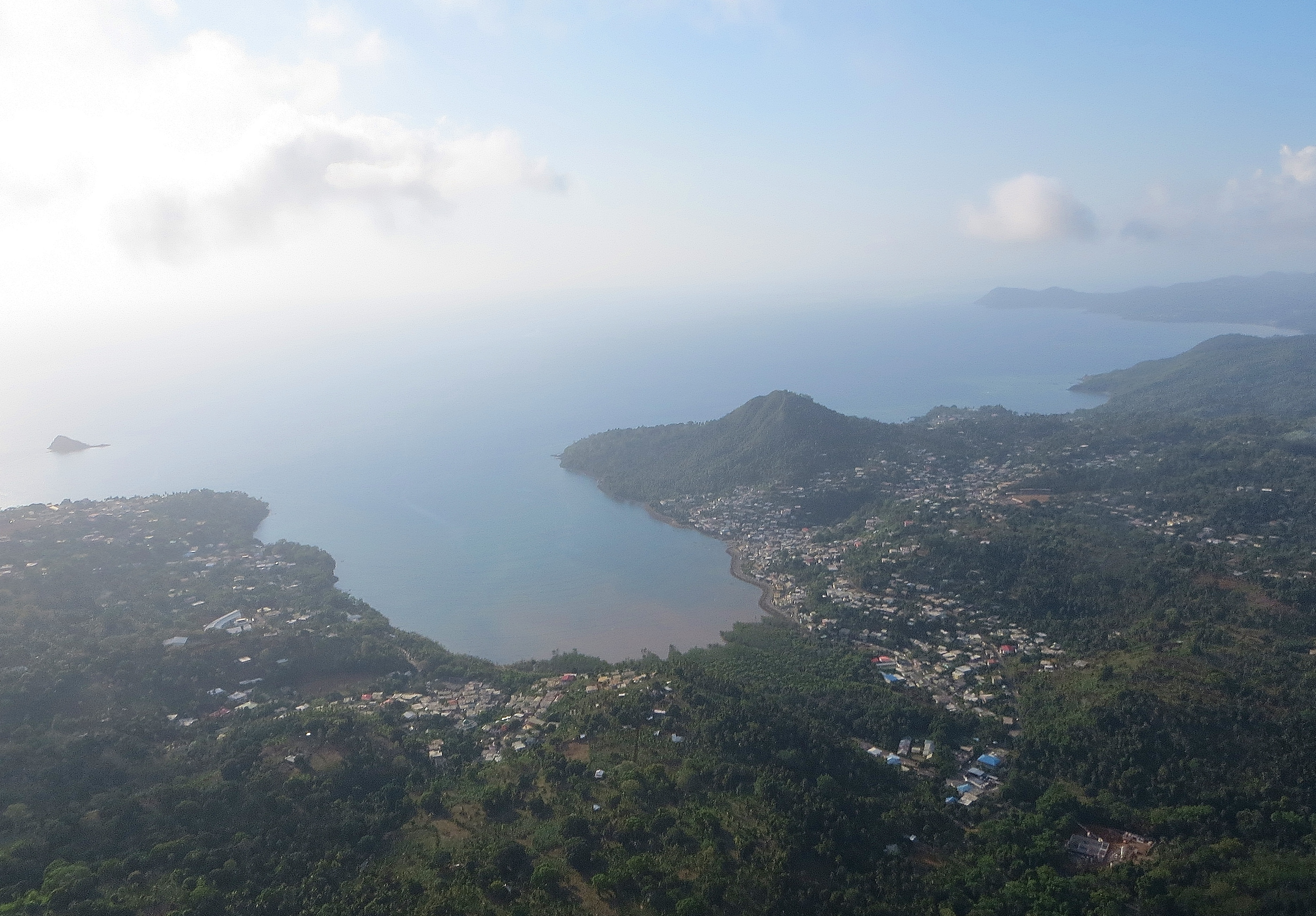
Vue aérienne de Chiconi et sa baie.